# アフリカ広域知的財産機関

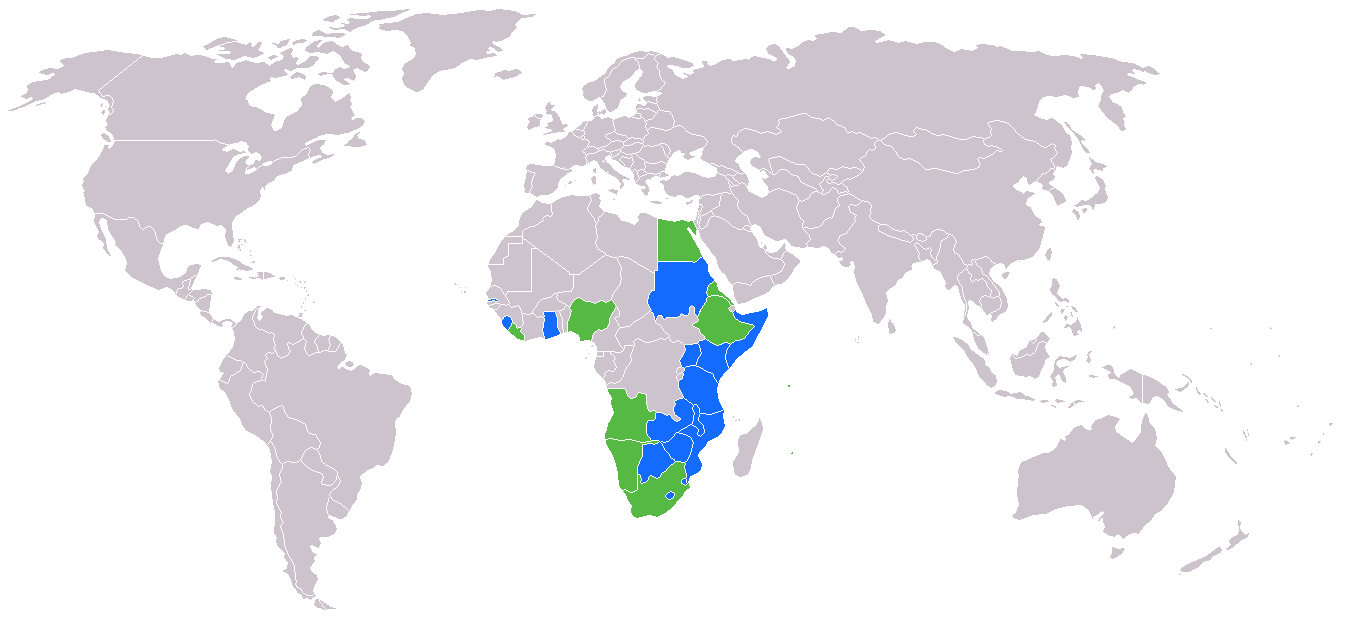
ARIPO加盟国（青）及びオブザーバー国（緑）

アフリカ広域知的財産機関（アフリカこういきちてきざいさんきかん、英: African Regional Intellectual Property Organization、略称: ARIPO）は、英語圏を中心とするアフリカ諸国からなる知的財産権に関する国際機関である。アフリカ広域産業財産機関（African Regional Industrial Property Organization）として1978年2月15日に設立され、2005年に現在のアフリカ広域知的財産機関に改称した。加盟国における産業財産権 (特許、商標など) の出願受付、登録などの業務を集中管理するほか、加盟国で個別に立法化されている知的財産権の法令を調和することを目的としている。本部はジンバブエのハラレ。

## 概要
1976年12月9日にザンビアのルサカで作成されたルサカ条約 (英: Lusaka Agreement) が署名され、1978年2月15日に発効したことでARIPOは設立された。ただし、ルサカ条約は単に機関の設立について定めた条約であり、実際の業務は、特許、意匠および実用新案については1982年にジンバブエのハラレで作成されたハラレ議定書 (英: Harare Protocol)、商標については1993年にガンビアのバンジュールで作成されたバンジュール議定書 (英: Banjul Protocol) に基づいて行われている。
ARIPOが取り扱う知的財産権の範囲は特許権、工業デザインの意匠権、実用新案、商標、著作権および著作隣接権、伝統的知識、および育成者権 であると公式に規定している（2019年現在）。しかし実体としては、特許権や意匠権などの産業財産権が主体である。なお、アフリカにはARIPOの他に、フランス語圏諸国を中心とするアフリカ知的財産機関（仏: Organisation Africaine de la Propriété Intellectuelle、略称: OAPI）が存在する。OAPIと比較して、ARIPOにおける著作権保護はウェイトが低いとされる。

## 加盟国

### 正加盟国
- ボツワナ
- ガンビア（バンジュール議定書は未締結）
- ガーナ（バンジュール議定書は未締結）
- ケニア（バンジュール議定書は未締結）
- レソト
- マラウイ
- モザンビーク（バンジュール議定書は未締結）
- ナミビア
- シエラレオネ（バンジュール議定書は未締結）
- ソマリア（ハラレ議定書、バンジュール議定書とも未締結）
- スーダン（バンジュール議定書は未締結）
- スワジランド（バンジュール議定書は未締結）
- タンザニア
- ウガンダ
- ザンビア（バンジュール議定書は未締結）
- ジンバブエ

### オブザーバー国
- アルジェリア
- アンゴラ
- ブルンジ
- エジプト
- エリトリア
- エチオピア
- リベリア
- リビア
- モーリシャス
- ナイジェリア
- ルワンダ
- セーシェル
- 南アフリカ
- チュニジア

## 註釈
1. ↑  日本語訳は特許庁の訳語に従った[1]
2. ↑  ARIPO設立協定は1976年に署名されているものの、発効したのは1978年である[2]。

### 引用文献
- Goldstein, Paul; Hugenholtz, P. Bernt (2013) (英語). International copyright: principles, law, and practice [国際著作権法: 法理、実定法と実務] (3 ed.). Oxford University Press. ISBN 9780199794294